# NGC 2124
NGC 2124 é uma galáxia espiral (Sb) localizada na direcção da constelação de Lepus. Possui uma declinação de -20° 05' 06" e uma ascensão recta de 5 horas, 57 minutos e 52,3 segundos.
A galáxia NGC 2124 foi descoberta em 20 de Outubro de 1784 por William Herschel.